# Bembidion blackburni
Bembidion blackburni es una especie de escarabajo del género Bembidion, familia Carabidae. Fue descrita científicamente por Sharp en 1903.
Habita en Hawái.